# Lycopodioideae
Lycopodioideae, potporodica papratnjača, dio porodice Lycopodiaceae. 
Sastoji se od 8 rodova

## Rodovi
1. Diphasium C. Presl ex Rothm. (4 spp.)
2. Dendrolycopodium A. Haines (5 spp.)
3. Austrolycopodium Holub (7 spp.)
4. Pseudodiphasium Holub (1 sp.)
5. Pseudolycopodium Holub (1 sp.)
6. Lycopodium L. (7 spp.); − crvotočina, prečica, vilin vinac
7. Spinulum A. Haines (2 spp.)
8. Diphasiastrum Holub (19 spp.); − difazijastrum.